# 上尾事件
上尾事件是一宗於1973年3月13日在日本國鐵高崎線上尾站（位於埼玉縣上尾市，車站現由JR東日本管理）發生的乘客暴動事件。當時的日本國鐵財政惡化，計劃削減編制，工會於是發動會員按章工作，導致大量列車停駛或延誤，最終令大量乘客不能登車。部分不滿的乘客生事搗亂，因而爆發暴動。

## 事件背景

### 日本國鐵勞資關係惡化
由於日本國鐵財政惡化，管理層開始重整人手安排，令工會及員工感到受威脅。但日本國鐵作為公營企業，其僱員均受公營企業等勞資關係法規管——該法第17條規定公營企業員工不得發動任何罷工行為。為了規避該法例，工會決定發動「遵法鬥爭」，透過不變通地遵守運行安全規定，令列車班次延誤。值得一提的是，雖然名為「遵法鬥爭」，但日本政府早於1956年已認定按章工作是違法行為（p. 117）。
其中間接引發是次暴動的，是日本國鐵的駕駛員工會的按章工作。當時駕駛員工會向管理層提出兩個要求（p. 117）：第一個是要求所有平交道安裝警報器和遮斷桿，以減少平交道事故；第二個是基於「安全理由」，行經路段設有2公里或以上的隧道以及深夜時分的列車班次應由2名駕駛執勤。而管理層回應指第一個要求難以在短時間內全面實施，而第二個要求則是拒絕。但由於2人執勤源自蒸汽機車時代的營運方式（一人為駕駛，另一人為負責添加煤炭的助手，兩者均不可或缺（p. 118）），而當時雖然日本國鐵正致力增加電氣化路段或改用較新的柴聯車以全面取代蒸汽機車，但仍有蒸汽機車服務正常班次。因此管理層讓步，與工會達成協議：至1972年5月，除使用蒸汽機車或特殊情況外，一般情況均由一名駕駛執勤。這令按章工作行動暫停了一段時間。
但工會意識到蒸汽機車快要被淘汰（p. 118），因此於1973年向管理層重提兩人執勤的要求。同年2月1日發動「第二次遵法鬥爭」，至3月5日蔓延全國，結果令全國各地的國鐵列車班次均受到不同程度的延誤。

### 乘客不滿服務及列車延誤

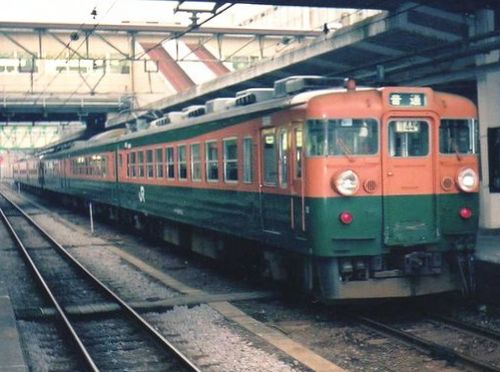
事件涉及的165系急行型電聯車

事件發生所在的高崎線沿線當時是在東京上班及上學人士的居住地之一，且因沒有競爭，令路線使用人數眾多。理論上，國鐵應大量增加班次以應付需求。但增加班次需要更多車輛與員工，前者增加製造列車及營運開支，後者增加人力開支。但國鐵財政惡化，需要嚴格控制開支，無法大量增開列車，結果繁忙時間列車的擁擠程度與日俱增。國鐵意識到問題所在，為確保繁忙時間的運輸力，使用折衷辦法——繁忙的客運量高峰時段集中使用載客量較高的近郊型列車（115系），離峰時段以這次事件涉及的急行型列車（165系、169系）行駛列車（p. 120）。
但急行型列車車廂設計針對中長程旅客，以橫排座位為主，載客量比近郊型列車較低。以高崎線為例，該線115系近郊型列車的最長編組為15輛編組，標準載客量為1,804人；而急行型的165系、169系最長為12輛編組，標準載客量約900人，相差約一倍（p. 123）。且急行型列車每側只有2道車門，相對於近郊型和通勤型的每側3道甚至4道車門，乘客上下車需要更長的時間，使得原本已經常延誤的列車又進一步延誤。而且由於乘客太多，往往連車廂中央的通道也擠滿了站立的乘客，可是急行型列車設計沒有考慮乘客需要站立，車廂內並未安裝吊環扶手。當列車行駛而搖晃時，站立的乘客常常撞到通道旁的座椅而受傷（p. 123），亦令乘客不滿國鐵的服務品質。
再者，工會開始按章工作時正值日本財政年度完結及學校的期末考時期，而按章工作令繁忙時間的列車停駛或又進一步延誤（例如將本次事件涉及的急行型列車，延誤至繁忙時間的尖峰期行駛），使乘客未能準時上班或上學，結果將乘客對日本國鐵及工會的不滿推至極限。

## 事件經過
高崎線的駕駛員工會於事件前一天（3月12日，星期一）開始按章工作，事發當天（星期二）是工會按章工作的第二天。
早上7時10分，一列由籠原開往上野，班次編號832M的普通列車（169系急行型電聯車12輛編組）進入本站，比原定時刻表延誤14分鐘。
而且，按原本的時間表，832M應於6時54分自本站開出（p. 118），是當天第7班列車。但受按章工作行動影響，當天首班列車822M延誤25分至6時4分才到達本站（原定5時41分自本站開出），而其後的4班普通班次（824M、826M、828M、830M）則由於昨天按章工作影響列車調度，令該4班班次因沒有列車服務而需要停駛。而事件中另一班列車1830M（後述）原本應早於832M抵達本站，但同樣因按章工作行動影響，被逼延遲至晚於832M才能抵達。結果自822M開出至832M抵達的1小時4分鐘之間，完全沒有列車停靠本站（p. 118）。而原本分散至6班列車（824M、826M、828M、830M、1830M、832M）的乘客，因沒有列車停靠而被迫滯留在月台上，人數約有5,000人。由於月台上乘客人數過多，上尾站方面實施人潮管制，限制進入月台的人數。
雖然列車抵達車站，但標定載客人數為840人的832M列車受列車延誤所影響，已接近滿載（車上乘客人數超過3,000人）。故月台上5,000名乘客中只有很少部分能擠進車廂。但不少乘客仍嘗試強行登車，令車門不能關上及一直未能開出。而月台上，部分不滿的乘客亦開始與車站職員開始爆發一些小衝突。
早上7時30分左右，因延誤而晚於832M，由前橋開往上野的1830M列車（169系急行型電聯車12輛編組）駛進1號月台正對面的2號月台，比原定時間（6時48分開出）延誤了52分鐘。標定載客人數為944人的1830M，此時車上有超過4,000名乘客，已是滿載的狀態，故月台上的乘客也不能登車。兩列列車的駕駛和車站職員均認為列車無可能抵達上野，於是決定將兩列列車的終點站臨時縮短至大宮，並作出站內和車廂內廣播通知乘客（p. 119）。
該消息發布後，令兩列列車和月台上合共逾12,000名乘客的憤怒一發不可收拾。部分乘客跑到列車駕駛室向司機抗議，車廂內的乘客亦開始破壞車廂設備。部分月台上的乘客更跳進軌道，撿起道碴擲向兩列列車，擊毀駕駛室車窗的玻璃。列車駕駛感到人身安全受到威脅，於是棄車逃往站長室。而車長和其他月台上的職員則逃到車站附近的民居躲避，令場面進一步失控。追打駕駛的乘客隨後亦衝進站長室，毆打站長和其他職員。憤怒的乘客其後搶去車站儲存的現金20萬日圓，並破壞車站內的設備，令列車不能繼續運行。期間一列由上野開往新潟，受車站訊號系統損毀影響而停在本站附近（原定於7時30分自本站開出）的特急「朱鷺」2號亦受到群眾擲石攻擊，令駕駛室車窗玻璃及懸掛在列車前方的標誌損毀（p. 119）。此外，有部分乘客沿路軌一直走到大宮站。
事發時站方已立即向警方求援，但警方起初並未意識到事件的嚴重性，只派出的70名警員到場。警員到場後發現事態嚴重，要求機動部隊增援。最終警方加派700名機動部隊到場，才能逐漸穩住現場局面。
受上尾站暴動影響，高崎線的桶川、北本、鴻巢、熊谷等車站的乘客亦爆發騷亂，擊毀站房的玻璃窗。受事件影響，運輸大臣新谷寅三郎立即指示國鐵調派接駁巴士疏導受影響的乘客（p. 119）。國鐵共出動了20輛巴士疏導，各站的群眾才陸續散去。
事件發生所在的上尾站一直至下午3時半才完成清理，而高崎線則於下午5時半才回復有限度服務（40－60分鐘一班），共停駛10小時。為避免再次發生暴動，國鐵再增派50輛巴士（合共70輛）疏導乘客。最終亦沒有再爆發任何衝突。

## 事後
這次暴動雖然有過萬人參加，但事後只有7人被捕。他們涉及乘亂掠奪車站儲存資金及毆打到場採訪的記者。而被暴動群眾毆打的上尾站站長，頭部和臉部受傷，被送進附近醫院，5日後才能出院。
受事件影響，成為輿論焦點之一的工會立即停止罷工行動。但工會與國鐵管理層的談判一直沒有進展，令工會於4月再開始按章工作行動（p. 118）。至4月24日，大宮站的乘客因為不滿久久沒有列車到站而爆發暴動。當天較後時間，首都圈內有38個國鐵車站的乘客先後爆發暴動，使國鐵翌日早上繁忙時間全面停駛，至10時才恢復正常服務，受影響人數逾600萬人。這件比上尾事件更嚴重的暴動後來被稱為「首都圈國電暴動」（p. 120）。
而國鐵方面為應對群眾對急行型列車的不滿，立即計畫增加高崎線近郊型列車，以令急行型列車退出繁忙時間服務。其中包括於4月向各生產商緊急下單增造42輛115系300番台近郊型列車（p. 123）。而高崎線急行型列車完全退出繁忙時間服務的計畫最終於事件發生後約兩年完成（p. 124）。

### 書籍
- 池口英司; 梅原淳. . 東京堂出版. 2005. ISBN 4490205635.

## 外部連結
- 上尾事件 （页面存档备份，存于）（日語）
- 1973年 日本警察白皮書 （页面存档备份，存于）（日語）